# Diomus terminatus
Diomus terminatus är en skalbaggsart som först beskrevs av Thomas Say 1835.  Diomus terminatus ingår i släktet Diomus och familjen nyckelpigor. Inga underarter finns listade i Catalogue of Life.